# Línea 284 (Interurbanos Madrid)
La línea 284 de la red de autobuses interurbanos de Madrid une la terminal subterránea de autobuses de Avenida de América con Velilla de San Antonio y Loeches.

## Características
Esta línea une el intercambiador de transportes de Avenida de América y Loeches, pasando por Velilla de San Antonio, en aproximadamente 70 minutos.
Siguiendo la numeración de líneas del CRTM, las líneas que circulan por el corredor 2 son aquellas que dan servicio a los municipios situados en torno a la A-2 y comienzan con un 2. Aquellas numeradas dentro de la decena 280 corresponden a aquellas que circulan por Coslada.
La línea no mantiene los mismos horarios todo el año, desde el 15 de julio al 31 de agosto se reducen el número de expediciones los días laborables entre semana (sábados laborables, domingos y festivos tienen los mismos horarios todo el año), además de los días excepcionales vísperas de festivo y festivos de Navidad en los que los horarios también cambian y se reducen.
Está operada por la empresa Avanza Movilidad Integral mediante la concesión administrativa VCM-201 - Madrid – Loeches – Arganda del Rey (Viajeros Comunidad de Madrid) del Consorcio Regional de Transportes de Madrid.

## Horarios

### 1 septiembre - 14 julio
| Lunes a viernes laborables              |                  |                  |                  |                  |                  |                  |                  |                  |                  |                  |                  |                  |                  |                  |                  |                  |                  |                  |                  |                  |                  |                  |                  |                  |                  |                  |                  |                  |                  |                  |                  |                  |                  |                  |                  |
| Madrid > Loeches                        | Madrid > Loeches | Madrid > Loeches | Madrid > Loeches | Madrid > Loeches | Madrid > Loeches | Madrid > Loeches | Madrid > Loeches | Madrid > Loeches | Madrid > Loeches | Madrid > Loeches | Madrid > Loeches | Madrid > Loeches | Madrid > Loeches | Madrid > Loeches | Madrid > Loeches | Madrid > Loeches | Madrid > Loeches | Loeches > Madrid | Loeches > Madrid | Loeches > Madrid | Loeches > Madrid | Loeches > Madrid | Loeches > Madrid | Loeches > Madrid | Loeches > Madrid | Loeches > Madrid | Loeches > Madrid | Loeches > Madrid | Loeches > Madrid | Loeches > Madrid | Loeches > Madrid | Loeches > Madrid | Loeches > Madrid | Loeches > Madrid | Loeches > Madrid |
| 06                                      | 07               | 08               | 09               | 10               | 11               | 12               | 13               | 14               | 15               | 16               | 17               | 18               | 19               | 20               | 21               | 22               | 23               | 05               | 06               | 07               | 08               | 09               | 10               | 11               | 12               | 13               | 14               | 15               | 16               | 17               | 18               | 19               | 20               | 21               | 22               |
| 40                                      |                  | 05               | 25               | 45               |                  | 05               | 25               | 45               |                  | 05               | 25               | 45               |                  | 05               | 15               | 25               | 30               | 30               | 45               |                  | 05               | 25               | 45               |                  | 05               | 25               | 45               |                  | 05               | 25               | 45               |                  | 25               | 15               | 25               |
| Sábados laborables, domingos y festivos |                  |                  |                  |                  |                  |                  |                  |                  |                  |                  |                  |                  |                  |                  |                  |                  |                  |                  |                  |                  |                  |                  |                  |                  |                  |                  |                  |                  |                  |                  |                  |                  |                  |                  |                  |
| Madrid > Loeches                        | Madrid > Loeches | Madrid > Loeches | Madrid > Loeches | Madrid > Loeches | Madrid > Loeches | Madrid > Loeches | Madrid > Loeches | Madrid > Loeches | Madrid > Loeches | Madrid > Loeches | Madrid > Loeches | Madrid > Loeches | Madrid > Loeches | Madrid > Loeches | Madrid > Loeches | Madrid > Loeches | Madrid > Loeches | Loeches > Madrid | Loeches > Madrid | Loeches > Madrid | Loeches > Madrid | Loeches > Madrid | Loeches > Madrid | Loeches > Madrid | Loeches > Madrid | Loeches > Madrid | Loeches > Madrid | Loeches > Madrid | Loeches > Madrid | Loeches > Madrid | Loeches > Madrid | Loeches > Madrid | Loeches > Madrid | Loeches > Madrid | Loeches > Madrid |
| 06                                      | 07               | 08               | 09               | 10               | 11               | 12               | 13               | 14               | 15               | 16               | 17               | 18               | 19               | 20               | 21               | 22               | 23               | 05               | 06               | 07               | 08               | 09               | 10               | 11               | 12               | 13               | 14               | 15               | 16               | 17               | 18               | 19               | 20               | 21               | 22               |
|                                         | 00               |                  | 05               |                  | 10               |                  | 20               |                  | 35               |                  |                  | 05               |                  | 35               |                  |                  | 00               |                  | 00               |                  | 00               |                  | 05               |                  | 15               |                  | 25               |                  | 50               |                  |                  | 20               |                  | 50               |                  |

### 15 julio - 31 agosto
| Lunes a viernes laborables              |                  |                  |                  |                  |                  |                  |                  |                  |                  |                  |                  |                  |                  |                  |                  |                  |                  |                  |                  |                  |                  |                  |                  |                  |                  |                  |                  |                  |                  |                  |                  |                  |                  |                  |                  |
| Madrid > Loeches                        | Madrid > Loeches | Madrid > Loeches | Madrid > Loeches | Madrid > Loeches | Madrid > Loeches | Madrid > Loeches | Madrid > Loeches | Madrid > Loeches | Madrid > Loeches | Madrid > Loeches | Madrid > Loeches | Madrid > Loeches | Madrid > Loeches | Madrid > Loeches | Madrid > Loeches | Madrid > Loeches | Madrid > Loeches | Loeches > Madrid | Loeches > Madrid | Loeches > Madrid | Loeches > Madrid | Loeches > Madrid | Loeches > Madrid | Loeches > Madrid | Loeches > Madrid | Loeches > Madrid | Loeches > Madrid | Loeches > Madrid | Loeches > Madrid | Loeches > Madrid | Loeches > Madrid | Loeches > Madrid | Loeches > Madrid | Loeches > Madrid | Loeches > Madrid |
| 06                                      | 07               | 08               | 09               | 10               | 11               | 12               | 13               | 14               | 15               | 16               | 17               | 18               | 19               | 20               | 21               | 22               | 23               | 05               | 06               | 07               | 08               | 09               | 10               | 11               | 12               | 13               | 14               | 15               | 16               | 17               | 18               | 19               | 20               | 21               | 22               |
| 45                                      |                  | 00               | 15               |                  | 45               |                  |                  | 15               | 30               | 45               |                  | 00               | 15               | 30               | 45               |                  | 00               | 30               | 45               |                  | 00               | 15               | 30               |                  |                  | 00               |                  | 30               | 45               |                  | 00               | 15               | 30               | 45               |                  |
| Sábados laborables, domingos y festivos |                  |                  |                  |                  |                  |                  |                  |                  |                  |                  |                  |                  |                  |                  |                  |                  |                  |                  |                  |                  |                  |                  |                  |                  |                  |                  |                  |                  |                  |                  |                  |                  |                  |                  |                  |
| Madrid > Loeches                        | Madrid > Loeches | Madrid > Loeches | Madrid > Loeches | Madrid > Loeches | Madrid > Loeches | Madrid > Loeches | Madrid > Loeches | Madrid > Loeches | Madrid > Loeches | Madrid > Loeches | Madrid > Loeches | Madrid > Loeches | Madrid > Loeches | Madrid > Loeches | Madrid > Loeches | Madrid > Loeches | Madrid > Loeches | Loeches > Madrid | Loeches > Madrid | Loeches > Madrid | Loeches > Madrid | Loeches > Madrid | Loeches > Madrid | Loeches > Madrid | Loeches > Madrid | Loeches > Madrid | Loeches > Madrid | Loeches > Madrid | Loeches > Madrid | Loeches > Madrid | Loeches > Madrid | Loeches > Madrid | Loeches > Madrid | Loeches > Madrid | Loeches > Madrid |
| 06                                      | 07               | 08               | 09               | 10               | 11               | 12               | 13               | 14               | 15               | 16               | 17               | 18               | 19               | 20               | 21               | 22               | 23               | 05               | 06               | 07               | 08               | 09               | 10               | 11               | 12               | 13               | 14               | 15               | 16               | 17               | 18               | 19               | 20               | 21               | 22               |
|                                         | 00               |                  | 05               |                  | 10               |                  | 20               |                  | 35               |                  |                  | 05               |                  | 35               |                  |                  | 00               |                  | 00               |                  | 00               |                  | 05               |                  | 15               |                  | 25               |                  | 50               |                  |                  | 20               |                  | 50               |                  |

## Recorrido y paradas

### Sentido Velilla de San Antonio - Loeches
| Código | Parada                                            | Común con                                                    | Conexiones con Metro y Cercanías | Municipio               | Zona |
| ------ | ------------------------------------------------- | ------------------------------------------------------------ | -------------------------------- | ----------------------- | ---- |
| 12477  | Intercambiador de Avenida de América (Dársena 16) |                                                              | Avenida de América               | Madrid                  |      |
| 1284   | Avenida de América - Arturo Soria                 | 115 200 222 223 224 224A 226 227 229 281 282 283 VAC-243     |                                  | Madrid                  |      |
| 5617   | Canillejas                                        | 165 200 222 223 224 224A 226 227 229 261 281 282 283 VAC-243 | Canillejas                       | Madrid                  |      |
| 7205   | Ctra. A-2 - Pol. Ind. Las Mercedes                | 88 222 223 224 224A 226 227 229 281 282 283 VAC-243          |                                  | Madrid                  |      |
| 7207   | Ctra. A-2 - Col. Fin de Semana                    | 222 223 224 224A 226 227 229 281 282 283 VAC-243             |                                  | Madrid                  |      |
| 7208   | Ctra. A-2 - Hotel                                 | 88 222 223 224 224A 226 227 229 281 282 283 VAC-243          |                                  | Madrid                  |      |
| 7209   | Ctra. A-2 - Pegaso City                           | 88 222 223 224 224A 226 227 229 281 282 283 VAC-243          |                                  | Madrid                  |      |
| 7210   | Ctra. A-2 - Rejas                                 | 281 282                                                      |                                  | Madrid                  |      |
| 07241  | Miguel Peña - Senda Galiana                       | 281 282 1 2                                                  |                                  | Coslada                 |      |
| 07136  | Av. San Pablo - Bº Estación                       | 281 282 285 287 1 2                                          | San Fernando                     | Coslada                 |      |
| 07137  | Av. San Pablo - Pza. Ntra. Sra. Los Ángeles       | 281 282 285 287 1 2                                          |                                  | Coslada                 |      |
| 07139  | Av. San Pablo - Clínica                           | 281 282 285 287 1                                            |                                  | Coslada                 |      |
| 07242  | José Alix Alix - Av. Montserrat                   | 282 285                                                      |                                  | San Fernando de Henares |      |
| 12521  | Ventura de Argumosa - Residencia                  | 282 285 288 822 SE7                                          |                                  | San Fernando de Henares |      |
| 12522  | Ventura de Argumosa - Nazario Calonge             | 282 285 288 822 1                                            |                                  | San Fernando de Henares |      |
| 12523  | Ctra. Mejorada - Enrique Tierno Galván            | 280 282 285                                                  |                                  | San Fernando de Henares |      |
| 07243  | Ctra. Mejorada - Av. San Sebastián                | 280 282 285                                                  |                                  | San Fernando de Henares |      |
| 07244  | Ctra. Mejorada - Est. Henares                     | 280 282 285                                                  | Henares                          | San Fernando de Henares |      |
| 20794  | Av. Martin Luther King - Igualdad                 | 280 281 282 285 288                                          |                                  | San Fernando de Henares |      |
| 07243  | Ctra. M-206 - Palacio El Negralejo                | 280 282 285                                                  |                                  | Rivas-Vaciamadrid       |      |
| 07255  | Ctra. M-203 - Cruce Ctra. Cristo de Rivas         | 280 282 285 341                                              |                                  | Rivas-Vaciamadrid       |      |
| 07256  | Ctra. M-203 - Viveros                             | 280 282 285 341                                              |                                  | Mejorada del Campo      |      |
| 07257  | Ctra. M-208 - Los Pinos                           |                                                              |                                  | Mejorada del Campo      |      |
| 10453  | Ctra. M-208 - La Raya                             | 280 282 285 341                                              |                                  | Mejorada del Campo      |      |
| 07265  | Federico García Lorca - Mirlos                    | 280 282 285 341                                              |                                  | Velilla de San Antonio  |      |
| 15783  | Olivar - Federico García Lorca                    | 280 282 285 341                                              |                                  | Velilla de San Antonio  |      |
| 15784  | Olivar - Paz Camacho                              | 280 282 285 341                                              |                                  | Velilla de San Antonio  |      |
| 12262  | Olivar - Instituto                                | 280 282 285 341                                              |                                  | Velilla de San Antonio  |      |
| 12263  | Antonio Palacios - Mayor                          | 280 282 285 341                                              |                                  | Velilla de San Antonio  |      |
| 07270  | Ctra. M-217 - Finca La Linde                      | 280                                                          |                                  | Velilla de San Antonio  |      |
| 10454  | Ctra. M-217 - Centro de Evangelización            | 280                                                          |                                  | Loeches                 |      |
| 07271  | Ctra. M-217 - Subestación Eléctrica               | 280                                                          |                                  | Loeches                 |      |
| 16253  | Dublín - Estocolmo                                | 280                                                          |                                  | Loeches                 |      |
| 12049  | Av. Constitución - Virgen de las Angustias        | 261 280                                                      |                                  | Loeches                 |      |
| 07273  | Pza. Villa - Ayuntamiento                         | 280 320                                                      |                                  | Loeches                 |      |
| 16254  | Arganda - Antonio Machado                         | 280 320                                                      |                                  | Loeches                 |      |
| 21354  | Av. de Argentina - Honduras                       |                                                              |                                  | Loeches                 |      |
| 21356  | San Lorenzo - Av. del Monte                       |                                                              |                                  | Loeches                 |      |

### Sentido Madrid (Avenida de América)
| Código | Parada                                            | Común con                                                    | Conexiones con Metro y Cercanías | Municipio               | Zona |
| ------ | ------------------------------------------------- | ------------------------------------------------------------ | -------------------------------- | ----------------------- | ---- |
| 21356  | San Lorenzo - Av. del Monte                       |                                                              |                                  | Loeches                 |      |
| 21355  | Av. de Argentina - Honduras                       |                                                              |                                  | Loeches                 |      |
| 12759  | Arganda - Antonio Machado                         | 261 320                                                      |                                  | Loeches                 |      |
| 07274  | Pza. Villa - Ayuntamiento                         | 280 320                                                      |                                  | Loeches                 |      |
| 12041  | Av. Constitución - Virgen de las Angustias        | 261 280                                                      |                                  | Loeches                 |      |
| 07275  | Av. Constitución - Pza. Fuente Amarga             | 261 280                                                      |                                  | Loeches                 |      |
| 16252  | Roma - Ámsterdam                                  | 261 280                                                      |                                  | Loeches                 |      |
| 07276  | Ctra. M-217 - Subestación Eléctrica               | 280                                                          |                                  | Loeches                 |      |
| 10459  | Ctra. M-217 - Centro de Evangelización            | 280                                                          |                                  | Loeches                 |      |
| 07277  | Ctra. M-217 - Finca La Linde                      | 280                                                          |                                  | Velilla de San Antonio  |      |
| 11437  | Antonio Palacios - Mayor                          | 280 282 285 341                                              |                                  | Velilla de San Antonio  |      |
| 11441  | Olivar - Instituto                                | 280 282 285 341                                              |                                  | Velilla de San Antonio  |      |
| 07279  | Av. Ilustración - Paz Camacho                     | 280 282 285 341                                              |                                  | Velilla de San Antonio  |      |
| 07280  | Av. Ilustración - Parque Doña Catalina            | 280 282 285 341                                              |                                  | Velilla de San Antonio  |      |
| 07281  | Federico García Lorca - Olivar                    | 280 282 285 341                                              |                                  | Velilla de San Antonio  |      |
| 07282  | Federico García Lorca - Mirlos                    | 280 282 285 341                                              |                                  | Velilla de San Antonio  |      |
| 11015  | Ctra. M-208 - La Raya                             | 280 282 285 341                                              |                                  | Mejorada del Campo      |      |
| 07283  | Ctra. M-208 - Los Pinos                           |                                                              |                                  | Mejorada del Campo      |      |
| 07291  | Ctra. M-203 - Viveros                             | 280 282 285 341                                              |                                  | Mejorada del Campo      |      |
| 07293  | Ctra. M-206 - Palacio El Negralejo                | 280 282 285                                                  |                                  | Rivas-Vaciamadrid       |      |
| 20793  | Av. Martin Luther King - Igualdad                 | 280 281 282 285 288                                          |                                  | San Fernando de Henares |      |
| 07295  | Ctra. Mejorada - Est. Henares                     | 280 282 285                                                  | Henares                          | San Fernando de Henares |      |
| 07296  | Ctra. Mejorada - Av. San Sebastián                | 280 282 285                                                  |                                  | San Fernando de Henares |      |
| 12518  | Av. Irún - Centro de día                          | 282 285 288 822 SE7                                          |                                  | San Fernando de Henares |      |
| 12519  | Ventura de Argumosa - Nazario Calonge             | 281 282 285 288 822 1                                        |                                  | San Fernando de Henares |      |
| 07252  | Presa - Rafael Sánchez Ferlosio                   | 281 282 285 1                                                |                                  | San Fernando de Henares |      |
| 12593  | Av. Montserrat - Huesca                           | 281 282 283 285 1 SE71                                       |                                  | San Fernando de Henares |      |
| 07297  | José Alix Alix - Av. Montserrat                   | 281 282 285 1 SE71                                           |                                  | San Fernando de Henares |      |
| 07132  | Av. San Pablo - Clínica                           | 281 282 285 287 1                                            |                                  | Coslada                 |      |
| 07133  | Av. San Pablo - ITV                               | 281 282 285 287 1                                            |                                  | Coslada                 |      |
| 07134  | Av. San Pablo - Bº Estación                       | 281 282 1                                                    | San Fernando                     | Coslada                 |      |
| 07407  | Miguel Peña - Senda Galiana                       | 281 282 1                                                    |                                  | Coslada                 |      |
| 7299   | Ctra. A-2 - Pegaso City                           | 222 223 224 224A 226 227 229 281 282 283 VAC-243             |                                  | Madrid                  |      |
| 7300   | Ctra. A-2 - Hotel                                 | 222 223 224 224A 226 227 229 281 282 283 VAC-243             |                                  | Madrid                  |      |
| 7301   | Ctra. A-2 - Col. Fin de Semana                    | 222 223 224 224A 226 227 229 281 282 283 VAC-243             |                                  | Madrid                  |      |
| 7302   | Ctra. A-2 - Barrio del Aeropuerto                 | 222 223 224 224A 226 227 229 281 282 283 VAC-243             |                                  | Madrid                  |      |
| 7312   | Ctra. A-2 - Instituto                             | 222 223 224 224A 226 227 229 281 282 283 VAC-243             |                                  | Madrid                  |      |
| 7313   | Av. América - Canillejas                          | 222 223 224 224A 226 227 229 261 281 282 283 VAC-243         | Canillejas                       | Madrid                  |      |
| 1285   | Av. América - Arturo Soria                        | 115 200 222 223 224 224A 226 227 229 281 282 283 VAC-243     |                                  | Madrid                  |      |
| 1283   | Av. América - Parque Avenidas                     | 114 115 222 223 224 224A 226 227 229 281 282 283 VAC-243     |                                  | Madrid                  |      |
| 4770   | Av. América - Hotel                               | 114 115 122 222 223 224 224A 226 227 229 281 282 283 VAC-243 |                                  | Madrid                  |      |
| 12477  | Intercambiador de Avenida de América (Dársena 16) |                                                              | Avenida de América               | Madrid                  |      |

## Galería de imágenes

Mapa de la distribución de dársenas del intercambiador de Avenida de América con la distribución de cabeceras de las líneas de autobuses, entre las que aparece la línea 284.